# Fachperson für Operationslagerungen
Eine Fachperson für Operationslagerungen (alternativ: Pfleger für Operationslagerungen, ehemalige Berufsbezeichnung: Lagerungspfleger) bezeichnet eine Pflegeperson, die in einer Operationsabteilung für die fachgerechte Lagerung der Patienten für einen operativen Eingriff verantwortlich ist. Diese Lagerung wird als Operationslagerung bezeichnet. Darüber hinaus ist die Pflegekraft für die Krankenbeobachtung, die Auswahl der entsprechenden Pflege- und Lagerungshilfsmittel, die Desinfektion, Vorbereitung und die Positionierung des Operationsgebietes sowie die Bedienung diverser Geräte wie Röntgen, Laser, Blutsperre, Lichtquellen, HF-Chirurgie und Shaver sowie weiterer Geräte verantwortlich. Zu den weiteren Aufgaben gehört auch die Überwachung und Einhaltung des OP-Plans und die Pflegedokumentation.
Diese Fortbildung wird in der Schweiz angeboten, für diesen Bereich werden zunehmend Pflegekräfte ausgebildet.